# Bahadur
Els bahadur o Bahatur (del mongol bayatur, valent, plural bahadurs o bahaturs) eren els homes (guerrers) entre els tàtars o mongols que havien agafat fama de tenir més valor i ser mes braus. Alguns d'entre ells formaven una mena d'associació en la que nomes participaven bahadurs.
Entre els grans bahadurs es pot citar al conqueridor Tamerlà (i abans al seu pare Taragai) així com diversos amirs de Tamerlà. Aquesta condició acompanyava el nom del personatge.
Va evolucionar progressivament a un títol honorífic i com a tal fou establert a l'Imperi Mogul de l'India.

## Referència
- Tamerlane, the Earth Shaker, de H. Lamb.